# Van Helmontmolen
De Van Helmontmolen (ook: Getemolen of Watermolen op de Gete) is een voormalige watermolen op de Gete, gelegen aan de Zwarte Duivelsstraat 35 te Halen.
De molen werd in de 17e eeuw gebouwd, en fungeerde als korenmolen. Uit deze tijd dateert de kern van het huidige gebouw. Het is uitgevoerd in baksteen en zandsteen. In de 2e helft van de 19e eeuw werd het sterk gewijzigd. Tijdens de Eerste Wereldoorlog werd het gebouw beschadigd en daarna hersteld, en ook in 1974 vond restauratie plaats.
Omstreeks 1911 werd het waterrad door een turbine vervangen. Later werd het molenhuis tot woonhuis verbouwd, maar het gaande werk bleef behouden en werd in het interieur ingepast. Ook de sluisbrug bleef bewaard.
Het geheel is een complex, bestaande uit het molenhuis, het molenaarshuis, en dienstgebouwen. Het westelijke aanzicht bleef het beste bewaard.
De molen vormt, samen met de in de nabijheid gelegen brouwerij en stokerij, een belangrijk industrieel-historisch complex.
- Inventaris van het Bouwkundig Erfgoed (Vlaanderen): 21781